# 2024 en Colombie-Britannique
Chronologie de la Colombie-Britannique
- 2020
- 2021
- 2022
- 2023
- 2024
- 2025
- 2026
- 2027
- 2028

Cet article traite des événements qui se sont produits durant l'année 2024 dans la province canadienne de la Colombie-Britannique.

## Événements

### Janvier
- x

### Février
- x

### Mars
- x

### Avril
- x

### Mai
- x

### Juin
- x

### Juillet
- x

### Août
- x

### Septembre
- x

### Octobre
- x

### Novembre
- x

### Décembre
- x

## Décès
- 12 février : Patty Sahota, femme politique, députée de Burnaby-Edmonds de 2001 à 2005
- 4 avril : Iona Campagnolo, femme politique et lieutenante-gouverneure de la Colombie-Britannique de 2001 à 2007
- 7 avril : John Allen Fraser, homme politique, président de la Chambre des communes de 1986 à 1993
- 31 mai : Robert Pickton, éleveur de porcs et tueur en série
- 12 juin : Shannon O'Neill, femme politique
- 13 août : Chuck Strahl, homme d'affaires et homme politique
- 12 septembre : Frank Oberle Sr., homme d'affaires et homme politique
- 4 octobre : Ian Affleck, physicien et professeur d'université
- 12 novembre : John Horgan, homme politique, premier ministre de la Colombie-Britannique de 2017 à 2022
- 30 octobre : Kim Collins, joueur de hockey
- 26 novembre : Malcolm Smith, motard, pilote automobile et homme d'affaires

#### 2024 dans le reste du monde
- 2024 dans le monde
- 2024 au Canada
- 2024 au Québec, 2024 au Nouveau-Brunswick, 2024 à Terre-Neuve-et-Labrador, 2024 au Yukon, 2024 aux Territoires du Nord-Ouest, 2024 en Alberta, 2024 en Nouvelle-Écosse, 2024 au Nunavut, 2024 en Ontario, 2024 en Saskatchewan
- 2024 par pays en Amérique, 2024 au Canada, 2024 aux États-Unis
- 2024 en Europe, 2024 dans l'Union européenne, 2024 en Belgique, 2024 en France, 2024 en Italie, 2024 en Suisse
- 2024 en Afrique • 2024 par pays en Asie • 2024 en Océanie
- 2024 aux Nations unies
- Décès en 2024